# Ley de proporciones variables
En Economía, se habla de la ley de Proporciones Variables en la teoría de la oferta.
La ley de proporciones variables (que se da generalmente en el corto plazo) dice que si se adiciona a una cantidad de factor fijo una cantidad de factores variables, el producto total puede ser inicialmente creciente a tasa creciente. A partir de cierto momento, la tasa decrece cuando es creciente y finalmente, el producto total llega a ser decreciente.
- Datos: Q5974375